# Rick Parker
Compléments
site web : rickparkercartoons.blogspot.com
Richard Lowell Parker plus connu sous le nom de Rick Parker né en 1946 est un dessinateur de comics américain.

## Biographie
Rick Parker naît en 1946. Enfant, il lit énormément et particulièrement des comics. Il admire le travail de Jack Davis, dessinateur chez EC Comics, qui l'influencera beaucoup lorsqu'il commencera à dessiner. Adolescent il suit des cours de dessin par correspondance. En 1973, il emménage à New York pour suivre des études en art à l'Institut Pratt. En 1977, il devient lettreur sur des comics de Marvel Comics comme Iron Man. En 1986, toujours chez Marvel il commence à dessiner des comics et en 1990 lui est confiée l'adaptation de Beavis et Butt-Head. Actuellement, il travaille pour Papercutz où il dessine des parodies (Harry Potty and the Deathly Boring) ou des récits d'horreur (Tales from the Crypt),.